# Carlo di Baviera
Carlo di Baviera (nome completo in tedesco Karl Maria Luitpold; Lindau, 1º aprile 1874 – Monaco di Baviera, 9 maggio 1927) è stato un principe tedesco.

## Biografia

### Nascita

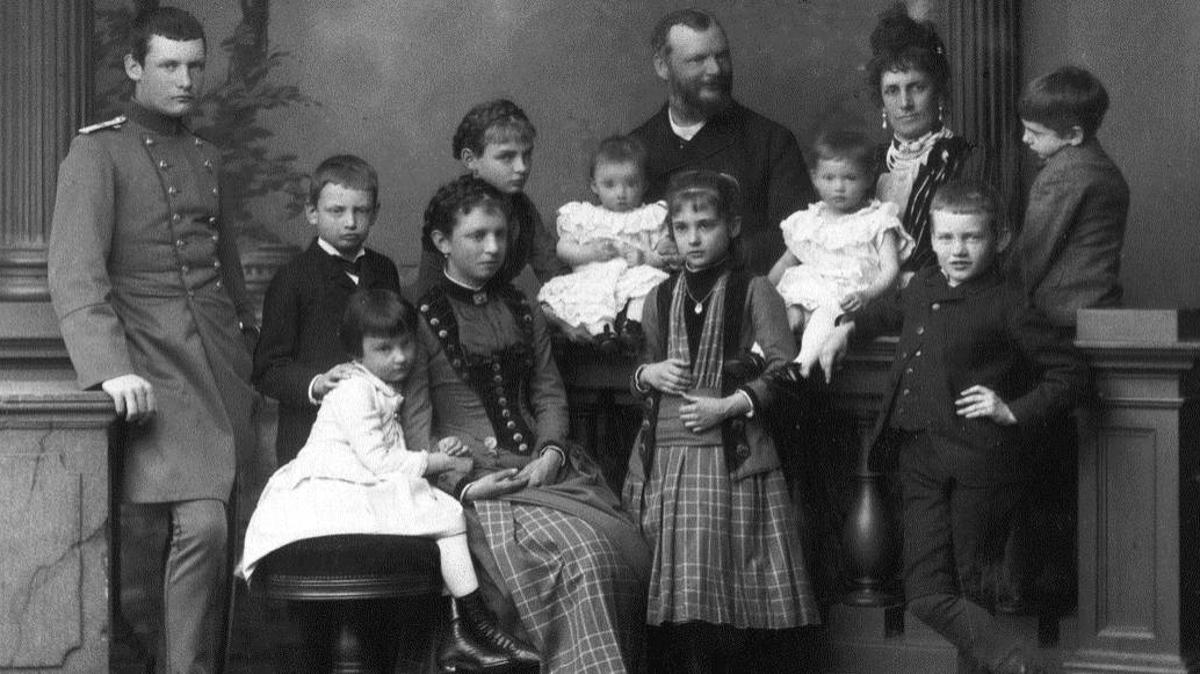
Carlo, in piedi all'estrema destra, in un ritratto di famiglia scattato nel 1885

Il principe Carlo nacque a Villa Amsee nel 1874, quartogenito del futuro Ludovico III e di Maria Teresa Enrichetta d'Austria-Este.

### Carriera
Come fece il fratello Rupprecht, intraprese la carriera militare nell'Esercito Bavarese e prestò servizio in un reggimento di fanteria di riserva. Raggiunse il grado di maggior generale. Dal 5 maggio 1892 al 1918 fu un membro del Reichsrats.

### Morte

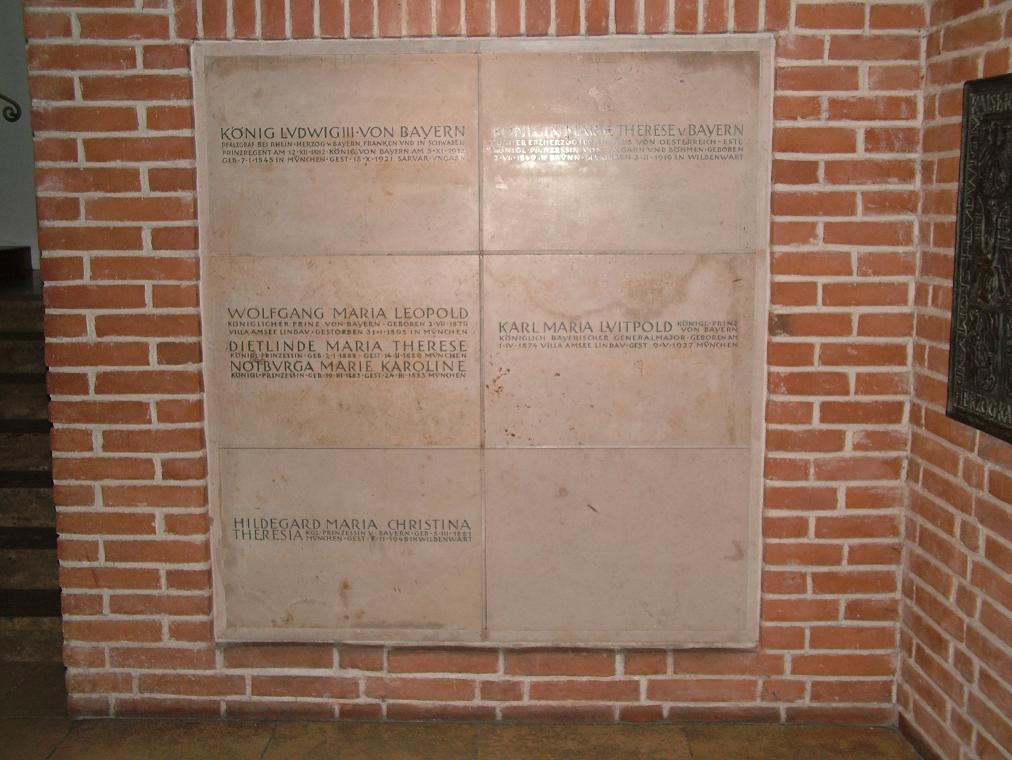
Lapide di Carlo centrale al lato destro

Morì dopo essersi sottoposto a un'appendicectomia, all'età di 53 anni. Venne tumulato nella cripta della Frauenkirche.

## Titoli e trattamento
- 1⁰ aprile 1874 - 9 maggio 1927: Sua Altezza Reale, il principe Carlo di Baviera

## Ascendenza
|                                          |                             |                                           | Genitori                                  |  |  | Nonni |  |  | Bisnonni              |  |  | Trisnonni                          |  |
|                                          |                             |                                           |                                           |  |  |       |  |  | Ludovico I di Baviera |  |  | Massimiliano I Giuseppe di Baviera |  |
|                                          |                             |                                           |                                           |  |  |       |  |  | Ludovico I di Baviera |  |  | Massimiliano I Giuseppe di Baviera |  |
|                                          |                             | Augusta Guglielmina d'Assia-Darmstadt     |                                           |  |  |       |  |  | Ludovico I di Baviera |  |  |                                    |  |
| Luitpold di Baviera                      |                             |                                           |                                           |  |  |       |  |  | Ludovico I di Baviera |  |  |                                    |  |
|                                          |                             | Teresa di Sassonia-Hildburghausen         | Federico di Sassonia-Altenburg            |  |  |       |  |  |                       |  |  |                                    |  |
|                                          |                             | Teresa di Sassonia-Hildburghausen         | Federico di Sassonia-Altenburg            |  |  |       |  |  |                       |  |  |                                    |  |
|                                          |                             | Teresa di Sassonia-Hildburghausen         | Carlotta di Meclemburgo-Strelitz          |  |  |       |  |  |                       |  |  |                                    |  |
| Ludovico III di Baviera                  |                             | Teresa di Sassonia-Hildburghausen         |                                           |  |  |       |  |  |                       |  |  |                                    |  |
|                                          |                             | Leopoldo II di Toscana                    | Ferdinando III di Toscana                 |  |  |       |  |  |                       |  |  |                                    |  |
|                                          |                             | Leopoldo II di Toscana                    | Ferdinando III di Toscana                 |  |  |       |  |  |                       |  |  |                                    |  |
|                                          |                             | Leopoldo II di Toscana                    | Luisa Maria Amalia di Borbone-Due Sicilie |  |  |       |  |  |                       |  |  |                                    |  |
| Augusta Ferdinanda d'Asburgo-Lorena      |                             | Leopoldo II di Toscana                    |                                           |  |  |       |  |  |                       |  |  |                                    |  |
|                                          |                             | Maria Anna Carolina di Sassonia           | Massimiliano di Sassonia                  |  |  |       |  |  |                       |  |  |                                    |  |
|                                          |                             | Maria Anna Carolina di Sassonia           | Massimiliano di Sassonia                  |  |  |       |  |  |                       |  |  |                                    |  |
|                                          |                             | Maria Anna Carolina di Sassonia           | Carolina di Borbone-Parma                 |  |  |       |  |  |                       |  |  |                                    |  |
| Carlo di Baviera                         |                             | Maria Anna Carolina di Sassonia           |                                           |  |  |       |  |  |                       |  |  |                                    |  |
|                                          | Francesco IV d'Austria-Este | Ferdinando Carlo Antonio d'Asburgo-Lorena |                                           |  |  |       |  |  |                       |  |  |                                    |  |
|                                          | Francesco IV d'Austria-Este | Ferdinando Carlo Antonio d'Asburgo-Lorena |                                           |  |  |       |  |  |                       |  |  |                                    |  |
|                                          | Francesco IV d'Austria-Este | Maria Beatrice d'Este                     |                                           |  |  |       |  |  |                       |  |  |                                    |  |
| Ferdinando Carlo Vittorio d'Austria-Este | Francesco IV d'Austria-Este |                                           |                                           |  |  |       |  |  |                       |  |  |                                    |  |
|                                          |                             | Maria Beatrice di Savoia                  | Vittorio Emanuele I di Savoia             |  |  |       |  |  |                       |  |  |                                    |  |
|                                          |                             | Maria Beatrice di Savoia                  | Vittorio Emanuele I di Savoia             |  |  |       |  |  |                       |  |  |                                    |  |
|                                          |                             | Maria Beatrice di Savoia                  | Maria Teresa d'Austria-Este               |  |  |       |  |  |                       |  |  |                                    |  |
| Maria Teresa Enrichetta d'Austria-Este   |                             | Maria Beatrice di Savoia                  |                                           |  |  |       |  |  |                       |  |  |                                    |  |
|                                          |                             | Giuseppe d'Asburgo-Lorena                 | Leopoldo II d'Asburgo-Lorena              |  |  |       |  |  |                       |  |  |                                    |  |
|                                          |                             | Giuseppe d'Asburgo-Lorena                 | Leopoldo II d'Asburgo-Lorena              |  |  |       |  |  |                       |  |  |                                    |  |
|                                          |                             | Giuseppe d'Asburgo-Lorena                 | Maria Luisa di Borbone-Spagna             |  |  |       |  |  |                       |  |  |                                    |  |
| Elisabetta Francesca d'Asburgo-Lorena    |                             | Giuseppe d'Asburgo-Lorena                 |                                           |  |  |       |  |  |                       |  |  |                                    |  |
|                                          |                             | Maria Dorotea di Württemberg              | Ludovico di Württemberg                   |  |  |       |  |  |                       |  |  |                                    |  |
|                                          |                             | Maria Dorotea di Württemberg              | Ludovico di Württemberg                   |  |  |       |  |  |                       |  |  |                                    |  |
|                                          |                             | Maria Dorotea di Württemberg              | Enrichetta di Nassau-Weilburg             |  |  |       |  |  |                       |  |  |                                    |  |
|                                          |                             | Maria Dorotea di Württemberg              |                                           |  |  |       |  |  |                       |  |  |                                    |  |